# Grundwasserabsenkung

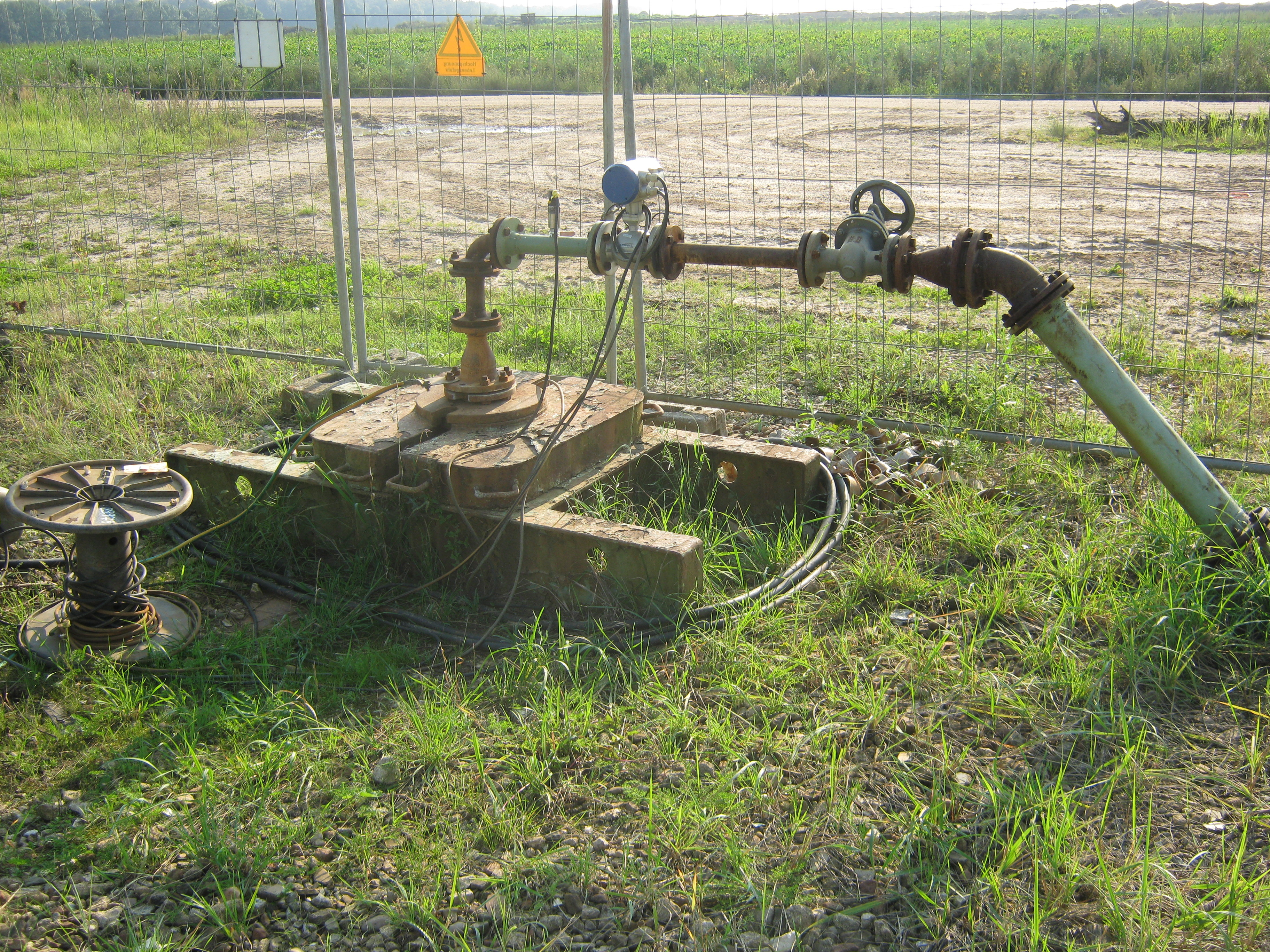
Pumpe am Tagebau Hambach

Unter der Grundwasserabsenkung versteht man eine gewollte oder ungewollte Absenkung des Grundwasserspiegels. Das Gegenteil ist eine Grundwasseranreicherung.
Die Grundwasserabsenkung kann natürliche Ursachen haben, wenn die wasserführenden Schichten beispielsweise durch Erdbeben verändert werden. Für die meisten Grundwasserspiegeländerungen ist aber der Mensch verantwortlich. Wenn etwa durch Brunnen mehr Wasser entnommen wird, als der Grundwasserstrom zuführt, ist eine Grundwasserabsenkung unausweichlich.
Es wird grundsätzlich zwischen geschlossener und offener Grundwasserabsenkung unterschieden. Bei der offenen Grundwasserabsenkung ist das Wasser bei der Absenkung sichtbar. Bei der geschlossenen Grundwasserabsenkung hingegen erfolgt die Absenkung im geschlossenen Erdkörper, d. h. man sieht das Wasser nicht. Die Grundwasserabsenkung, also die Größe des Absenkungstrichters, kann mittels Messbrunnen, z. B. „well-points“ (Nadelbrunnen, siehe auch: Wellpoint-Verfahren), ermittelt oder berechnet werden (z. B. nach LUCKNER).

## Gewollte Grundwasserabsenkung

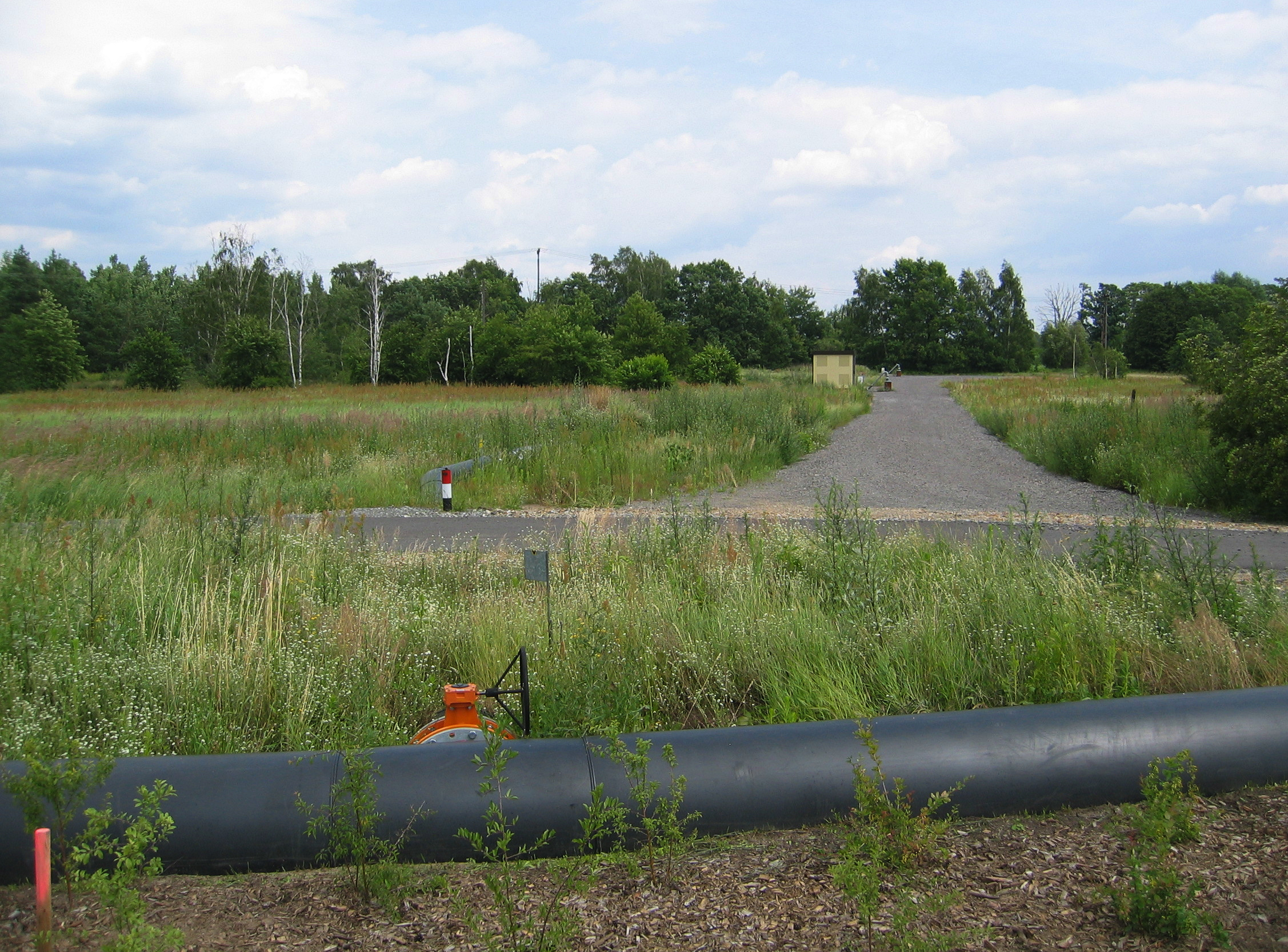
Anlagen zur Grundwasserabsenkung für den Tagebau Cottbus-Nord im Bereich des alten Dorfes Lakoma

### Tagebau
Beim Braunkohlebergbau ist eine Grundwasserabsenkung um die Abbaugrube notwendig, weil diese sich sonst mit Wasser füllen würde. Das Grundwasser muss bis unter die abzubauende Kohle abgesenkt werden, um die Standsicherheit der tausende Tonnen schweren Großgeräte (z. B. Förderbrücke) sicherzustellen. Die Tiefe der Absenkung beträgt in Lausitzer Tagebauen zwischen 50 und 100 Meter unter Gelände. Infolge dieser Tiefe und der leicht durchlässigen Sandschichten wirkt sie auch kilometerweit in das Umland des Tagebaues. Zunehmend errichtet der Bergbaubetrieb Vattenfall[veraltet] unterirdische Dichtwände um diese Wirkung zu begrenzen, indem mit Spezialgeräten eine senkrechte wasserundurchlässige Schicht in die Erde eingebracht wird. (Bereits errichtet: Tagebaue Cottbus-Nord nach Norden, Tagebau Jänschwalde nach Westen. In Planung: Tagebau Welzow-Süd nach Süden, Tagebau Reichwalde.) Wo dies bisher nicht geschieht, wird es als Schutzmaßnahme von Grundeigentümern, Wasserwerken oder Umweltverbänden gefordert. (Tagebau Nochten nach Norden, Tagebau Jänschwalde nach Norden und Westen)
Der Tagebau Garzweiler hat wohl dazu geführt, dass in der Happelter Heide bei Brüggen – sie liegt im Naturpark Schwalm-Nette – das Grundwasser um 75 Zentimeter gefallen ist. Rheinbraun untersucht das Phänomen mit bis zu 250 Meter tiefen Probebohrungen.
„Fachleute vermuten, dass ein Braunkohleflöz in etwa 250 Metern Tiefe unter der Happelter Heide eine Lücke hat. Darunter befindet sich Wasser, das normalerweise einen Druck nach oben aufbaut. Diese Wassersäule stützt auch die Feuchtgebiete an der Schwalm. Durch die Sümpfungen im Tagebau kehrt sich der Druck um, in der Tiefe fließt Wasser ab. Nach dem Prinzip kommunizierender Röhren sinkt dort, wo eine Verbindung zu höheren Schichten besteht, der Wasserspiegel. Bewahrheitet sich die Annahme, wird Rheinbraun Sümpfungswasser aus dem Tagebau auch auf der Happelterer Heide infiltrieren müssen, um den natürlichen Wasserstand herzustellen und zu stützen.“

### Bauarbeiten
Um eine trockene Baugrube zu haben, ist bei Baugruben, die ins Grundwasser reichen, eine Grundwasserabsenkung notwendig. Dies kann bei kleineren Baugruben, die in einen nicht ergiebigen Grundwasserstrom reichen, mit einem Pumpensumpf in der Baugrube (offene Wasserhaltung) selbst erreicht werden.
Bei größeren Baugruben, die sich in einem ergiebigen Grundwasserstrom befinden, ist eine großräumige Grundwasserabsenkung notwendig, die durch Brunnen rund um die Baugrube vorgenommen wird. Diese Grundwasserabsenkung bei Baugruben wird als geschlossene Wasserhaltung bezeichnet. Sie ist im Allgemeinen erforderlich, wenn der höchste Grundwasserstand mehr als 50 cm über der Baugrubensohle steht. Sie ist so lange zu betreiben, bis die Abdichtungsarbeiten am Bauwerk wirksam sind und die fertiggestellten Bauwerksteile nicht mehr durch statischen Auftrieb gefährdet sind.
Eine Alternative zur Grundwasserabsenkung ist die Abschottung der Baugrube durch  Schlitz- oder Spundwände. Diese sollten dabei bis in eine wasserundurchlässige Schicht einbinden, da sonst die Gefahr eines hydraulischen Grundbruchs besteht.
Bei Tunnelbauarbeiten im Grundwasserstrom wird heute meist nicht abgesenkt, sondern der Grundwasserstrom durch Gefriertechnik umgeleitet.

### Landwirtschaft
Die Absenkung des Grundwasserspiegels dient der Verbesserung der Bearbeitbarkeit des Ackerbodens oder Gewinnung von Ackerland durch Maßnahmen der Melioration. Der Grundwasserspiegel wird durch ein Netz von Drainageleitungen und Gräben dauerhaft abgesenkt. Um die Sicherung der landwirtschaftlichen Erträge zu gewährleisten, ist ggf. eine künstliche Beregnung erforderlich. Bekannte Beispiele für derartige Meliorationsmaßnahmen sind das Rhinluch und das Oderbruch.

## Ungewollte Grundwasserabsenkung

### Nadel- statt Laubwälder
Welchen Einfluss die unterschiedlichen Waldbauvarianten haben untersuchte die Landwirtschaftskammer Niedersachsen. Die dominierenden immergrünen Nadelwälder verdunsten gegenüber Laubbäumen im Jahresverlauf deutlich mehr Wasser. So bildet sich in Nadelwäldern, mit vorwiegend Kiefern, 23 % weniger Grundwasser neu als in Mischwäldern mit Eichen und Buchen.

### Regulierung (Begradigungen) von fließenden Gewässern
Flussregulierungen und Begradigungen sind Eingriffe, die mit Sicherheit am dramatischsten einen Einfluss auf den Grundwasserspiegel ausüben. Aus ökologischer Sicht stellen derartige Maßnahmen oft gravierende Eingriffe in die Umwelt dar (Zerstörung von Biotopen wie z. B. Feuchtwiesen).

### Tiefbauarbeiten
Bei falscher Planung bzw. Ausführung kann es vorkommen, dass z. B. infolge von linienhaften  Tiefbauarbeiten der Grundwasserstrom und damit der Grundwasserspiegel verändert wird. Dies muss nicht immer eine Absenkung zur Folge haben, sondern kann auch genau zum Gegenteil führen, zu der Grundwassererhöhung. Solche Baumaßnahmen sind z. B. Tunnelbauten, Kanaltrassen oder andere große unterirdische Leitungstrassen. Zwei wesentliche Ursachen gibt es für die Veränderung des Grundwasserstroms: Einerseits können wasserundurchlässige Schichten durchstoßen werden und damit ist keine Trennung der unterschiedlichen Grundwasserstockwerke mehr vorhanden. Andererseits kann das Grundwasser bevorzugt entlang der Trasse im Sand- oder Schotterbett über große Strecken fließen und dadurch den Grundwasserspiegel verändern.

### Trinkwassergewinnung in Brunnen
Das Wasser, das aus einem Brunnen entnommen wird, muss nachfließen, damit der Brunnen nicht versiegt. Dies geschieht dadurch, dass sich ein lokales Grundwassergefälle um den Brunnenschacht bildet, der Absenkungstrichter. Je größer die Wasserentnahme ist, umso tiefer fällt der Grundwasserspiegel im Brunnen selbst. Wird mehr Wasser entnommen, als durch den Grundwasserstrom nachfließen kann, sinkt der Grundwasserspiegel stetig weiter ab.

## Folgen der Grundwasserabsenkung
Besonders durch großräumige und lang anhaltende Grundwasserabsenkungen kann es zu gravierenden Schäden im Absenkungstrichter kommen.
In nahe liegenden Ortschaften können Schäden an Gebäuden auftreten.

### Setzungen
Wenn das Grundwasser abgesenkt wird, fallen Bodenschichten trocken, verlieren dadurch den Auftrieb durch das Wasser und der Boden wird stärker zusammengepresst. Technisch gesprochen vergrößert die Grundwasserspiegelabsenkung den auftriebsfreien Bereich des Bodens und erhöht die setzungsverursachenden effektiven Spannungen {\displaystyle \sigma _{z}} im Korngerüst unterhalb des ursprünglichen Grundwasserspiegels. Bei einer Grundwasserabsenkung kann es auch zur Ausspülung von feinen Bodenteilchen aus dem Korngerüst des Bodens kommen, der Suffosion. Die gröberen Körner sacken dadurch zusammen. In beiden Fällen stellt sich je nach Bodenbeschaffenheit eine Setzung ein, deren Ausprägung auch kleinräumig unterschiedlich sein kann. Hierdurch können Brüche im Boden auftreten, die teils bis an die Erdoberfläche reichen. Bei Gebäuden können ungleichmäßige Setzungsbeträge zu Setzungsschäden führen, die sich meistens als Risse im Mauerwerk zeigen.

### Pflanzen
Die Grundwasserabsenkung kann weitreichende Folgen für die Vegetation haben. Der für die Pflanzen wichtige Kapillarsaum verlagert sich in größere Tiefen. Bäume und Feldfrüchte verlieren den natürlichen Grundwasseranschluss, Waldsterben und großflächige Dürreschäden können auftreten.
Bei der meliorativen Anwendung der Grundwasserabsenkung kommt es zur Sukzession.

### Wetter
Wasser besitzt auf Grund seiner großen Wärmekapazität eine stark moderierende Wirkung auf das lokale Klima. An der Küste und Gewässern ist dies besonders gut zu beobachten. So sorgt das Meer im Sommer an der Küste für kühlere Temperaturen als im Landesinneren und im Winter umgekehrt.
So verändert auch der Grundwasserspiegel die Wärmekapazität der Böden im Landesinneren. Laut Dr. Stefan J. Kollet können selbst in sieben Meter Tiefe kleine Schwankungen des Grundwasserspiegels große Auswirkungen auf die Energieflüsse an der Landoberfläche haben.
Welche extremen Folgen dies haben kann zeigt der Vergleich mit Wüstenlandschaften. Erst ohne Wolken und Bodenfeuchte sind Temperaturschwankungen von mehr als 30° zwischen Tag und Nacht möglich.

## Belege
1. ↑  Landkarte (Memento des Originals vom 26. November 2013 im Internet Archive)  Info: Der Archivlink wurde automatisch eingesetzt und noch nicht geprüft. Bitte prüfe Original- und Archivlink gemäß Anleitung und entferne dann diesen Hinweis. (PDF; 3,4 MB).
2. ↑  Rheinische Post vom 12. Mai 2011 Seite C3 (Viersen) (Memento vom 14. Mai 2011 im Internet Archive).
3. ↑  Auswirkungen von Waldumbau auf die Grundwasserneubildung, Projekte zur ländlichen Entwicklung : Landwirtschaftskammer Niedersachsen. Abgerufen am 29. Februar 2020.
4. ↑  Grundwasser als Klimamoderator — Universität Bonn. Archiviert vom Original (nicht mehr online verfügbar) am 10. August 2020; abgerufen am 29. Februar 2020.  Info: Der Archivlink wurde automatisch eingesetzt und noch nicht geprüft. Bitte prüfe Original- und Archivlink gemäß Anleitung und entferne dann diesen Hinweis.